# Jan Wanner
Jan Wanner (21. srpna 1940 Plzeň – 14. prosince 2022) byl český historik, specialista na moderní dějiny a dějiny mezinárodních vztahů. Ve své práci se zaměřoval především na oblast SSSR a na problematiku Středního východu.
Po ukončení studia nastoupil na Katedru obecných dějin FF UK, kde působil řadu let jako odborný asistent. Později se jeho hlavním působištěm stal Orientální ústav ČSAV, naposledy pak Historický ústav AV ČR. Zároveň externě spolupracoval s FSV UK, FMV VŠE a dalšími akademickými pracovišti doma i v zahraničí. Jeho práce má příznivý mezinárodní ohlas[zdroj⁠?!], vysoce ceněna je například syntéza Spojené státy a evropská válka 1939–1945.[zdroj⁠?!]

## Publikace
- Írán a německý imperialismus 1934–1941. Praha: Univerzita Karlova, 1973. 138 s.
- Brežněv a východní Evropa 1968–1982. Praha: Karolinum, 1995. 249 s.
- George C. Marshall. Tvůrce armád a aliancí. Praha/Litomyšl: Paseka, 1998. 381 s.
- Vnitřní fronta. Sovětský stát a společnost 1941–1945. Praha: Historický ústav AV ČR, 2000. 236 s. (spoluautor Bohuslav Litera)
- Spojené státy a evropská válka 1939–1945, I.–III. díl. Praha: Dokořán, 2001–2002, 229 + 215 + 362 s.
- Krvavý Jom Kippur. Čtvrtá a pátá arabsko–izraelská válka ve světové politice. Praha: Libri, 2002. 355 s.
- Bitva o Suez. Studená válka, druhý arabsko-izraelský konflikt a britsko-francouzská intervence v Egyptě. Praha: Libri, 2006. 552 s.
- Krvavý zrod moderního Turecka. Ankara mezi Londýnem a Moskvou. Praha: Libri, 2009. 291 s.
- Ve stínu studené války. Střední východ v letech Eisenhowerovy doktríny 1956–1960. Praha: NLN, 2011. 568 s.